# Chirurgie cardiaque pédiatrique
La chirurgie cardiaque pédiatrique couvre les interventions cardiaque chez l’enfant (0 à 18 ans) par voie chirurgicale pour des malformations congénitales ou des cardiopathies acquises. Les interventions par cathétérisme interventionnel ne font pas partie du champ de la chirurgie bien qu’il existe des interventions combinées, dites hybrides.

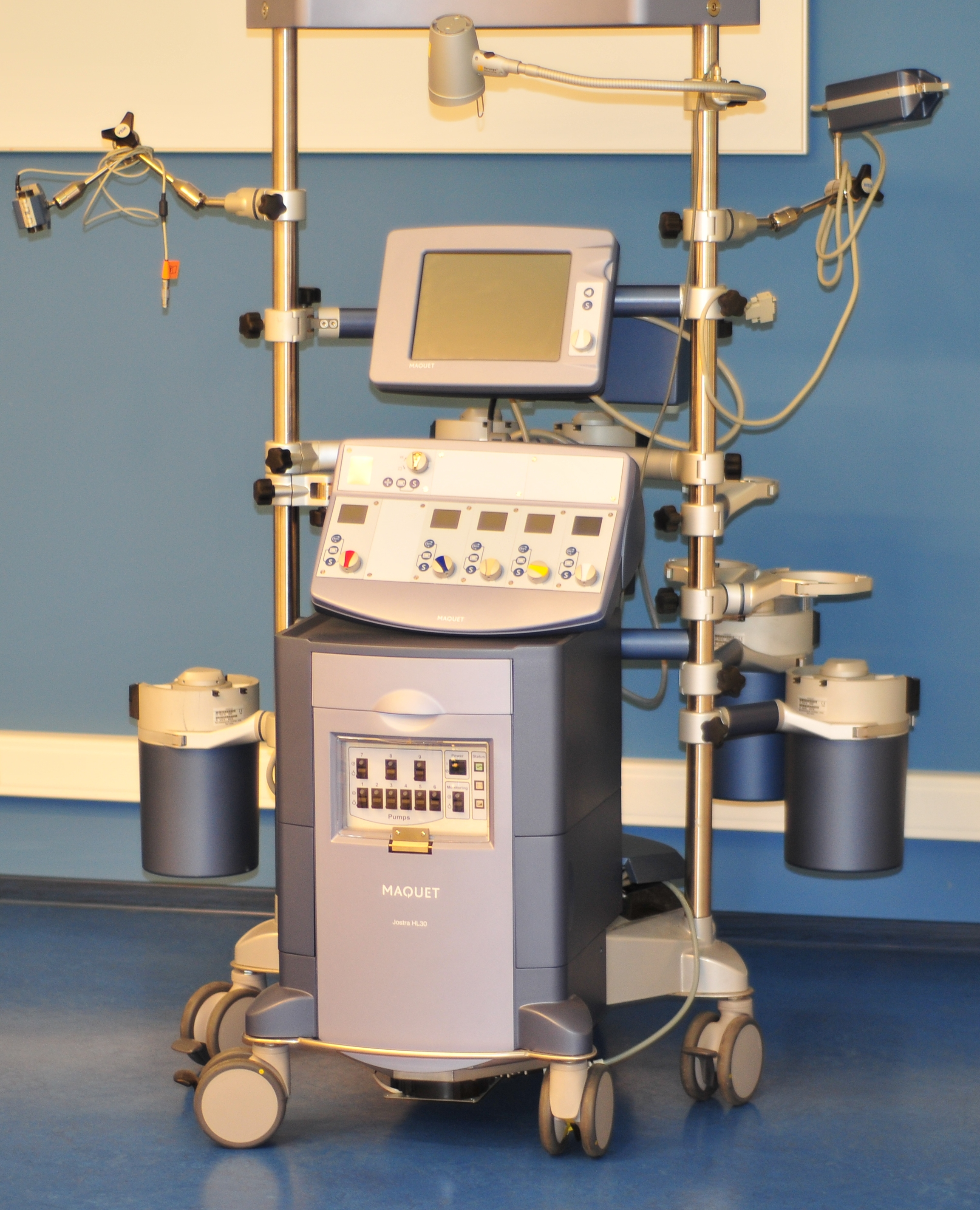
Machine de circulation extracorporelle

Les premières opérations à « cœur ouvert » ont été réalisées aux États-Unis dans les années 1950. L’amélioration des résultats au fil des décennies a été permise par l’émergence de nouvelles techniques chirurgicales, ainsi que par les progrès de la circulation extracorporelle et de la prise en charge postopératoire en réanimation.
Dans la très grande majorité des cas, cette chirurgie prend en charge des cardiopathies congénitales, c’est-à-dire présentes à la naissance : c’est ainsi que l’on parle de chirurgie cardiaque congénitale, qui concerne d’ailleurs aussi les adultes. Le spectre des cardiopathies congénitales exclue les cardiopathies acquises que l’on peut retrouver également chez l’enfant.
Une des caractéristiques de la chirurgie cardiaque pédiatrique par rapport à la chirurgie cardiaque adulte est la fréquence des réopérations. Il s’agit le plus souvent de réopérations attendues (exemple : remplacement d’une valve prothétique qui n’a pas grandi avec l’enfant).
Comme chez l’adulte, la chirurgie cardiaque pédiatrique à « cœur ouvert » est réalisée avec l’aide de la circulation extracorporelle. Il existe quelques procédures ne nécessitant pas le recours à la circulation extracorporelle (exemples : cure de coarctation, cerclage)

## Voies d’abord[2]
Plusieurs voies d’abord sont possibles pour une même intervention. Le choix dépend du gabarit du patient, de l’anatomie intra-thoracique, de l’expérience du chirurgien et de la préférence du patient et/ou des parents. Les motivations esthétiques ne doivent en aucun cas être privilégiées au détriment de la sécurité et la qualité du geste.

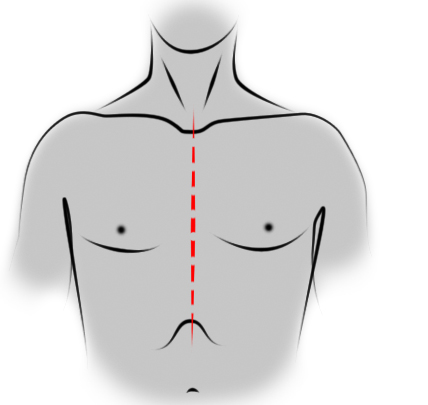
Sternotomie médiane

### Sternotomie médiane
Il s’agit de la voie de référence. Toutes les interventions ou presque sont réalisables par cette voie. Elle se distingue des autres voies d’abord par sa sécurité (patient allongé sur le dos, possibilité d’installer rapidement et facilement une circulation extracorporelle si besoin, débullage plus aisé). L’inconvénient est la présence d’une cicatrice sur la paroi antérieure du thorax.

#### Ministernotomies
Une ouverture limitée du sternum est possible pour certaines interventions, sous réserve de certaines configurations anatomiques favorables.
Ministernotomie supérieure droite : intervention sur la valve aortique, résection de sténose sous-aortique, réimplantation de l’artère coronaire droite
Ministernotomie inférieure droite : fermeture de communication interatriale
Ministernotomie supérieure gauche : interventions sur la valve pulmonaire, correction de retour veineux pulmonaire anormal partiel gauche, réimplantation de l’artère coronaire gauche

### Thoracotomies droites[4]
La thoracotomie latérale ou postéro-latérale peut être utilisée pour des fermetures de communication interatriale, voire des fermetures de communication interventriculaire ou des corrections de retour veineux pulmonaire anormal partiel droit.

### Thoracotomies gauches[4]
La thoracotomie postéro-latérale est la voie d’abord préférentielle pour les fermetures de canal artériel persistant, les corrections de coarctation et les corrections des anomalies des arcs aortiques.

## Interventions correctrices
Les interventions correctrices visent à rétablir un fonctionnement normal et durable du cœur fondé sur une circulation biventriculaire : le cœur est formé de 2 cavités (droite et gauche) de taille équivalente, avec des circulations pulmonaire (ou droite) et systémique (ou gauche ou générale) qui ne se mélangent pas.

### Shunts gauche-droite

#### Fermeture decommunication interatriale[5]
Cette anomalie est souvent nommée de façon erronée « communication interauriculaire », qui désigne stricto sensu une communication entre les auricules gauche et droit. Un auricule est l’appendice d’une oreillette, il n’en représente donc qu’une partie. En réalité, il s’agit d’une communication entre les oreillettes (ou atria) au niveau du septum interatrial.
Une communication interatriale large créée un shunt gauche-droite significatif responsable d’une dilatation des cavités cardiaques droites (oreillette et ventricule) par surcharge en volume. L’intervention consiste à fermer cette communication, soit directement par suture, soit le plus souvent à l’aide d’un patch (en péricarde autologue, en péricarde animal ou en matériau synthétique) qui est suturé sur le septum interatrial sain.
L’intervention est le plus souvent réalisable par cathétérisme interventionnel. Lorsque cette dernière solution n’est pas faisable pour des raisons anatomiques, la chirurgie est programmée autour de l’âge de 4 à 5 ans, plus tôt si nécessaire, et plus tard si le diagnostic n’a pas été établi auparavant. Il s’agit d’une intervention de routine pour laquelle il n’est pas attendu de complication.

#### Fermeture decommunication interventriculaire[6]
Une communication entre le ventricule gauche et le ventricule droit responsable d’une hypertension pulmonaire ou d’une dilatation des cavités gauches doit être fermée. La chirurgie consiste à suturer un patch sur le septum interventriculaire au niveau de la communication. L’abord de la communication interventriculaire dépend de sa localisation. L’ouverture de l’oreillette droite (atriotomie droite) est la voie la plus utilisée.
En cas de communication interventriculaire multiple et/ou d’enfant de très petit poids, il est d’usage de procéder à une intervention palliative appelée cerclage de l’artère pulmonaire (cf infra), avant de passer à la fermeture d’une ou plusieurs communications interventriculaires persistantes.
L’intervention est réalisée avant l’âge de 6 mois dans le cas d’une hypertension pulmonaire causée par une communication interventriculaire large pour éviter d’être confrontée à une hypertension pulmonaire fixée (syndrome d’Eisenmenger) ; sinon plus tard en l’absence d’hypertension pulmonaire tant que la tolérance clinique et échocardiographique le permet.

#### Autres shunts gauche-droite opérables
Correction de canal atrioventriculaire
Fenêtre aorto-pulmonaire
Tronc artériel commun
Canal artériel persistant

### Anomalies du cœur droit

#### Sténose pulmonaire[11]
Une sténose (ou rétrécissement) pulmonaire peut être sous-valvulaire, valvulaire ou supra-valvulaire. Une sténose pulmonaire multi-étagée est l’association de sténoses à plusieurs niveaux. Il existe une résistance au passage entre le ventricule droit et l’artère pulmonaire. Le ventricule droit réagit alors en s’hypertrophiant.
Une sténose sous-valvulaire est musculaire et se traite par résection musculaire lorsque la sténose est serrée. Une sténose valvulaire serrée se traite par cathétérisme interventionnel (dilatation au ballon) ou par chirurgie en cas d’échec du cathétérisme interventionnel. Le geste consiste alors en une commissurotomie le plus souvent. Une sténose supra-valvulaire se corrige chirurgicalement par un élargissement de l’artère pulmonaire par un patch.
L’atrésie (atrésie pulmonaire à septum intact ou APSI) est une sténose extrême et correspond à une imperforation de la valve.

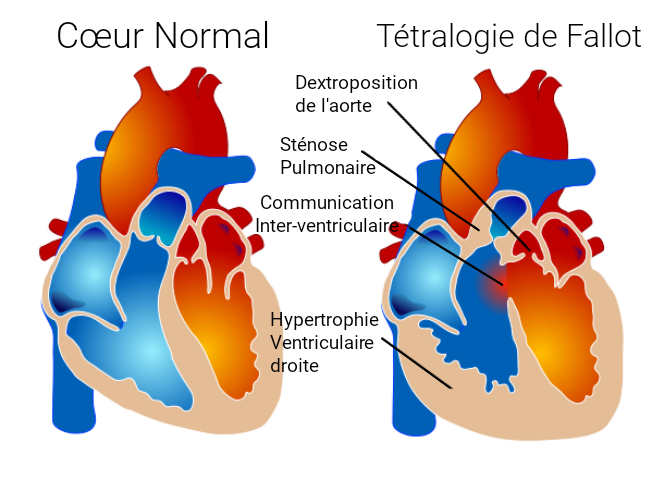
Tétralogie de Fallot (image de droite), comparaison avec un coeur normal (image de gauche)

#### Tétralogie de Fallot[12]
L’anomalie est définie par 4 éléments : sténose pulmonaire, hypertrophie ventriculaire droite, communication interventriculaire et dextroposition aortique. L’intervention chirurgicale est toujours indiquée, aux alentours de l’âge de 6 mois pour une correction complète qui consistera à lever la sténose pulmonaire (souvent multi-étagée) et à fermer la communication interventriculaire.
Une surveillance à long terme est indispensable en raison des complications potentielles pouvant conduire à des réopérations sur la valve pulmonaire.
La forme avec atrésie, appelée atrésie pulmonaire à septum ouvert (APSO), constitue une forme extrême de la tétralogie de Fallot. Une ou plusieurs interventions palliatives sont nécessaires avant la correction complète des formes les plus favorables.

#### Autres anomalies du cœur droit opérables
Ventricule droit à double issue
Anomalie d’Ebstein

### Anomalies du cœur gauche

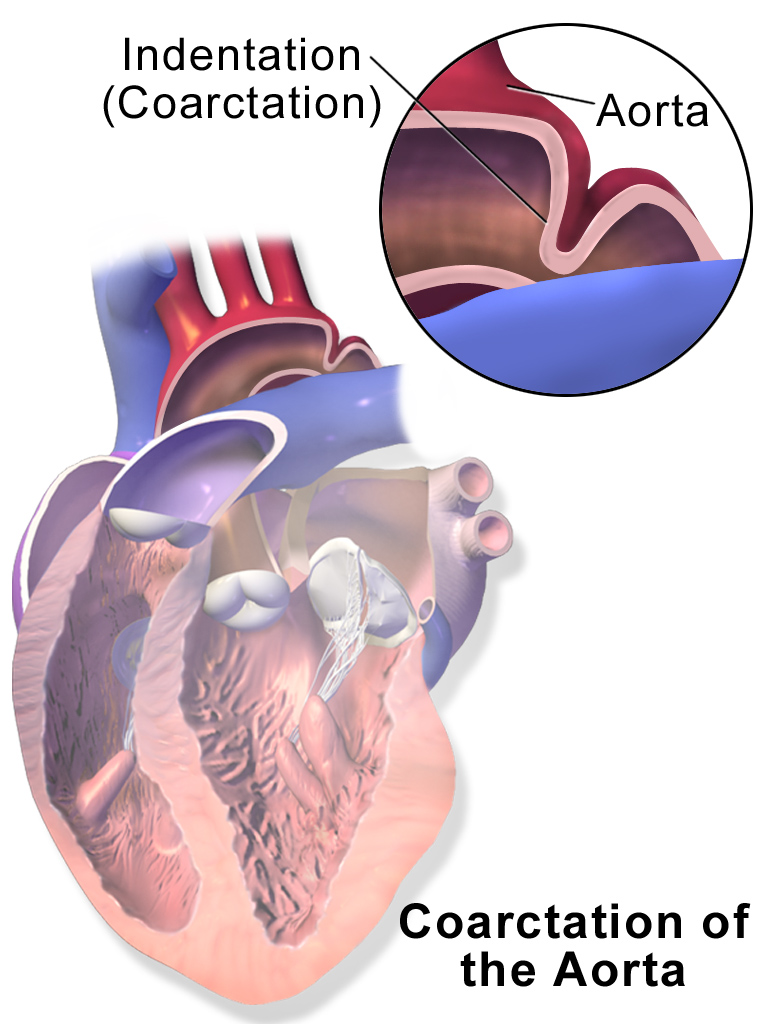
Coarctation de l'aorte isthmique

#### Coarctation de l’aorte[16]
Il s’agit d’une sténose serrée de l’aorte isthmique provoquant un obstacle au passage du sang vers l’hémicorps inférieur. L’intervention chirurgicale est réalisée durant les premiers jours de vie dans les formes néonatales. Plusieurs techniques existent, la plus fréquemment utilisée étant la résection-anastomose (intervention de Crafoord) qui consiste à retirer la zone coarctée et à rétablir la continuité aortique en zones saines. L’opération se pratique à travers une thoracotomie postéro-latérale gauche, sans circulation extracorporelle.
L’anomalie peut être très rarement dépistée à un âge plus tardif. À partir d’environ 10 ans, une coarctation aortique peut être traitée le plus souvent par cathétérisme interventionnel (implantation d’un stent). L’intervention chirurgicale est alors réservée aux formes anatomiques particulières. Il faut souligner que la complication chronique de la coarctation est représentée par l’hypertension artérielle et que cette anomalie n’est pas toujours résolutive d’emblée après l’intervention chirurgicale ou le cathétérisme interventionnel.

#### Sténose aortique[17]
Comme pour la sténose pulmonaire, la sténose aortique peut être sous-valvulaire, valvulaire ou supra-valvulaire.
La sténose sous-aortique peut se présenter sous la forme d’une membrane fibreuse réalisant un cercle plus ou moins complet sous la valve aortique. Une résection à travers la valve aortique permet d’obtenir un excellent résultat, en gardant en mémoire qu’une récidive à long terme est possible.
La sténose valvulaire est le plus souvent causée par une malformation congénitale de la valve aortique appelée bicuspide aortique. Cette malformation, qui concerne 1% de la population générale, consiste en la présence de 2 feuillets au lieu de 3 au niveau de la valve aortique. Il y a alors un risque plus élevé de sténose aortique et/ou d’insuffisance aortique par rapport à la population générale. Le geste chirurgical le plus pratiqué est la commissurotomie.
La sténose supra-valvulaire est très rare et s’observe notamment dans le syndrome de Williams-Beuren. Le calibre de l’aorte ascendante est rétréci et l’intervention chirurgicale consiste à élargir l’aorte ascendante par des patchs (intervention de Brom).

#### Autres anomalies du cœur gauche opérables
Hypoplasie/interruption de l’arche aortique,
Anomalies mitrales congénitales

### Anomalies de connexion
Il s’agit d’une catégorie complètement artificielle, la transposition des gros vaisseaux n’ayant rien en commun avec le retour veineux pulmonaire anormal ni d’un point de vue anatomique, ni d’un point de vue physiopathologique.

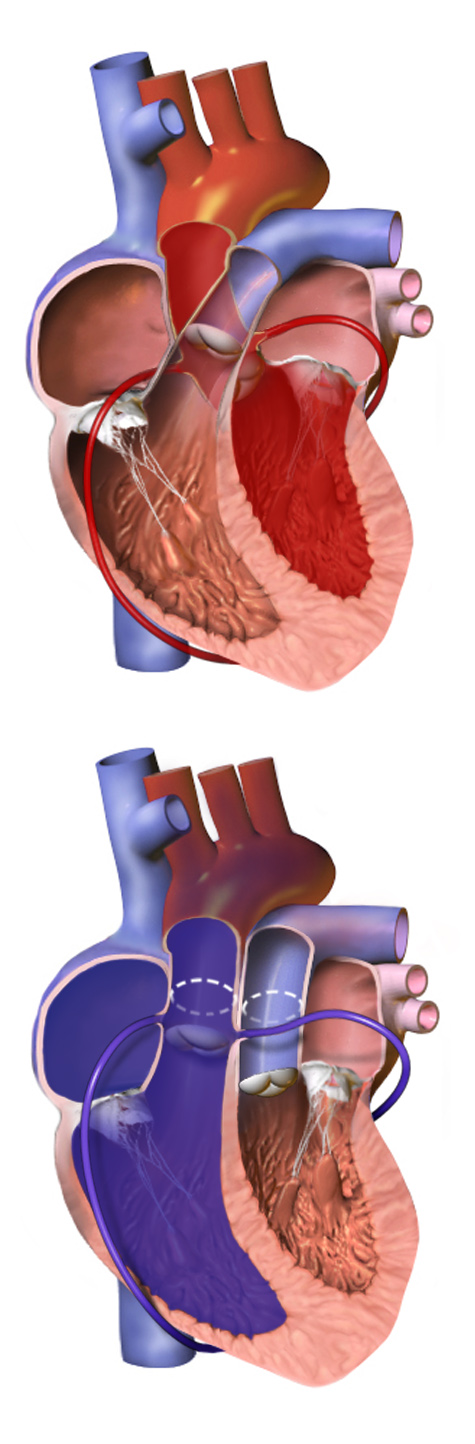
Transposition des gros vaisseaux (image du bas), comparaison avec un coeur normal (image du haut). L'aorte nait du ventricule droit et l'artère pulmonaire nait du ventricule gauche.

#### Transposition des gros vaisseaux[20],[21]
Dans cette malformation, l’aorte et l’artère pulmonaire naissent respectivement du ventricule droit et du ventricule gauche, donc en position inversée (ou transposée). La cardiopathie est quasi-systématiquement létale en l’absence d’intervention chirurgicale précoce. L’intervention est réalisée dans les 10 premiers jours de vie et consiste à détransposer les gros vaisseaux par la manœuvre de Lecompte et à réimplanter les artères coronaires sur la néo-aorte ascendante. L'intervention est très symbolique des progrès de la chirurgie cardiaque pédiatrique qui a connu un nouvel essor dans les années 1980.

#### Retours veineux pulmonaires anormaux
Une, plusieurs (retour veineux pulmonaire anormal partiel) ou toutes (retour veineux pulmonaire anormal total) les veines pulmonaires se drainent de manière directe ou indirecte dans l’oreillette droite au lieu de se drainer dans l’oreillette gauche.
Un retour veineux pulmonaire anormal partiel réalise un shunt gauche-droit tel que celui que l’on observe dans le cas d’une communication interatriale et le timing de l’intervention est le même. L’intervention consiste à rediriger le flux de la ou des veines pulmonaire(s) vers l’oreillette gauche. Une tunellisation à travers le septum interatrial est le plus souvent réalisée pour un retour veineux pulmonaire anormal partiel droit, alors qu’une anastomose simple avec l’auricule gauche est réalisée en cas de retour veineux pulmonaire anormal partiel gauche.
Un retour veineux pulmonaire anormal total est une cardiopathie sévère pour laquelle l’urgence d’intervention varie de quelques heures à quelques semaines de vie selon la tolérance clinique et échocardiographique. Il existe 3 formes de retour veineux pulmonaire anormal total : supra-cardiaque, intra-cardiaque et infra-cardiaque, selon l’endroit où le collecteur des 4 veines pulmonaires se draine. Quel que soit la forme, l’intervention consiste à anastomoser le collecteur à l’oreillette gauche. La forme infra-cardiaque est à risque de blocage, constituant alors théoriquement la seule urgence chirurgicale extrême en chirurgie cardiaque congénitale.

#### Autres anomalies de connexion opérables
Transposition corrigée des gros vaisseaux (ou double discordance)
Retour veineux systémiques anormaux
Anomalies de naissance des artères coronaires
Anomalies des arcs aortiques

## Interventions palliatives[27],[28]
Les interventions palliatives ne visent pas à rétablir un fonctionnement normal du cœur. Le fait d’avoir un déséquilibre entre les cavités droite et gauche du cœur, et/ou un passage de sang entre la circulation pulmonaire et systémique est accepté. Il s’agit généralement de solutions temporaires, en attendant une autre intervention palliative ou une intervention correctrice. Les interventions palliatives concernent aussi bien les cardiopathies univentriculaires que biventriculaires.

### Premier temps: selon le débit pulmonaire

#### Cardiopathies avec hypodébit pulmonaire
Exemples :
. Cardiopathies biventriculaires : sténose pulmonaire, tétralogie de Fallot
. Cardiopathies univentriculaires : atrésie pulmonaire
L’objectif est de stimuler la croissance des artères pulmonaires et/ou de fournir un débit pulmonaire suffisant pour l’oxygénation.
- Shunt de Blalock classique (image de gauche) et shunt de Blalock modifié (image de droite)Shunt systémico-pulmonaire

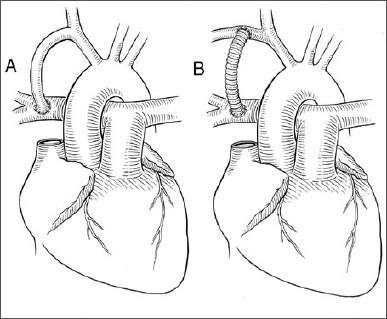
Shunt de Blalock classique (image de gauche) et shunt de Blalock modifié (image de droite)

Le débit pulmonaire, rétrograde, trouve son origine partiellement ou totalement dans la circulation systémique grâce à l’interposition d’un conduit (ou shunt). Ce shunt est calibré selon le poids de l’enfant (exemple : 3 mm pour 3 kg). Les différents types de shunts sont nommés selon leur site :
. Shunt de Blalock modifié : entre le tronc artériel brachio-céphalique et l’artère pulmonaire droite. Le shunt de Blalock classique consistait à anastomoser l’artère sous-clavière droite directement sur l’artère pulmonaire droite.
. Shunt central : entre l’aorte ascendante et le tronc de l’artère pulmonaire
. Shunt de Potts (direct, sans conduit) : entre l’aorte descendante et l’artère pulmonaire gauche
. Shunt de Waterston (direct, sans conduit) : entre l’aorte ascendante et l’artère pulmonaire droite
Les 2 derniers shunts cités ne sont quasiment plus réalisés en raison de complications (calibrage difficile, distorsion d’une branche de l’artère pulmonaire). Une circulation extracorporelle n’est pas obligatoire pour ces procédures.
- Ouverture ventricule droit – artère pulmonaire

Le débit pulmonaire est antérograde (du ventricule droit vers l’artère pulmonaire). L’intervention consiste à élargir la voie de sortie ventriculaire droite (infundibulum, valve pulmonaire et artère pulmonaire) par un patch pour augmenter le débit pulmonaire. Une circulation extracorporelle est nécessaire. L’alternative est d’implanter un tube (plutôt qu’un patch) entre le ventricule droit et l’artère pulmonaire par voie chirurgicale, ou alors un stent par cathétérisme interventionnel.

#### Cardiopathies avec hyperdébit pulmonaire
Exemples :
. Cardiopathies biventriculaires : communication interventriculaire, canal atrioventriculaire complet
. Cardiopathies univentriculaires : ventricules uniques sans sténose pulmonaire
L’objectif est de restreindre le débit pulmonaire, qui est en excès, pour protéger le lit pulmonaire d’une hypertension irréversible (syndrome d’Eisenmenger).
- Cerclage de l’artère pulmonaire[27]

Il s’agit d’encercler et serrer le tronc de l’artère pulmonaire par une fine bande synthétique rigide, pour réduire son calibre et donc le débit pulmonaire, et par voie de conséquence les pressions pulmonaires. L’intervention ne nécessite pas de circulation extracorporelle et peut s’effectuer par sternotomie ou thoracotomie postéro-latérale gauche.

À la suite du premier temps, qu'il y ait hypodébit ou hyperdébit pulmonaire, l’enfant subira au moins une seconde intervention qui dépendra de sa cardiopathie : poursuite dans la voie univentriculaire (voir Deuxième temps et Troisième temps) ou intervention correctrice d’une cardiopathie biventriculaire (exemple : correction complète d’une tétralogie de Fallot).
En cas d'équilibre des circulations, la première intervention palliative pour hypodébit ou hyperdébit pulmonaire n'est pas obligatoire.

### Deuxième et troisième temps: en cas de ventricule unique

#### Deuxième temps: dérivation cavopulmonaire partielle[27]
L’intervention consiste à interrompre le drainage de la veine cave supérieure dans l’oreillette droite, et à anastomoser la veine cave supérieure sur l’artère pulmonaire droite. Ceci s’effectue entre 2 et 9 mois, selon le type de ventricule unique et la tolérance (précoce pour une hypoplasie du cœur gauche, plus tardif pour une atrésie tricuspide).

#### Troisième temps:dérivation cavopulmonaire totale (Fontan)[29]
La totalisation de la circulation cavopulmonaire consiste à connecter la veine cave inférieure à l’artère pulmonaire droite par l’intermédiaire d’une prothèse vasculaire à l’âge de 3-4 ans. La totalité du retour des veines caves s’effectue alors dans le réseau artériel pulmonaire sans passer par le cœur (« court-circuit »), qui est dédié uniquement à la circulation systémique.
La circulation de Fontan expose à des complications bien connues (chylothorax, entéropathie exsudative…), avec également un risque de défaillance du ventricule unique après quelques décennies.

## Autres

### Interventions par voie hybride
C’est l’utilisation simultanée de techniques chirurgicales et de cathétérisme interventionnel. Le but est de pouvoir réaliser une intervention de cathétérisme avec un accès direct au cœur plutôt que par voie vasculaire, permettant d’alléger ou de faciliter la procédure de cathétérisme si nécessaire. Dans le même temps, le geste chirurgical est minimal avec absence de circulation extracorporelle le plus souvent.
Exemples de procédures réalisables par voie hybride :
. Fermeture de communication interventriculaire
. Stenting de la voie d’éjection ventriculaire droite

### Chirurgie des cardiopathies acquises
Il est possible que des cardiopathies non congénitales que l’on rencontre surtout chez les adultes touchent les enfants. C’est le cas des endocardites infectieuses (infection d’une ou plusieurs valves), des tumeurs cardiaques (exemple : myxome) ou des cardiopathies rythmiques (implantation de pacemaker et/ou défibrillateur). Le traitement sera effectué selon le même schéma avec des degrés d’urgence variable selon la sévérité de la pathologie.